# Gustawa Karolina z Meklemburgii-Strelitz
Gustave Karoline (ur. 12 lipca 1694 w Neustrelitz, zm. 13 kwietnia 1748 w Schwerinie) – księżniczka Meklemburgii-Strelitz, od śmierci szwagra – księcia Karola Leopolda 28 listopada 1747 księżna Meklemburgii-Schwerin.
Była córką księcia Meklemburgii-Strelitz Adolfa Fryderyka II i jego pierwszej żony księżnej Marii. 13 listopada 1714 w Güstrow poślubiła przyszłego księcia Meklemburgii-Schwerin – Chrystiana Ludwika II. Para miała ośmioro dzieci:
- córkę (1715-1715),
- córkę (1717-1717),
- Fryderyka (1717-1785), kolejnego księcia Meklemburgii-Schwerin
- księżniczkę Ulrykę Zofię (1723-1813),
- księcia Ludwika (1725-1778),
- księżniczkę Ludwikę (1730-1730),
- księżniczkę Amalię (1732-1775),
- syna (1735-1735)